# Advanced planning and scheduling
APS (en Inglés advanced planning and scheduling), también conocido como Planificación y Programación Avanzada de la Producción, se refiere a un proceso de gestión de manufactura mediante el cual se asignan de manera óptima los recursos, como materias primas y capacidad de producción, para satisfacer la demanda. APS es una herramienta de apoyo a la toma de decisiones para la planificación y programación que utiliza técnicas y herramientas de software avanzadas.
El sistema de Planificación y Programación Avanzada (APS) ofrece soporte para la toma de decisiones en diversas áreas, incluyendo la asignación de horas extra, la priorización de órdenes, la división de lotes de producción, la negociación de fechas de entrega y el procesamiento de órdenes.

## Introducción
Los sistemas APS son especialmente conocidos en entornos donde los métodos de planificación habituales no pueden cumplir con las expectativas.
La planificación de producción es intrínsecamente muy difícil debido a la dependencia que existen entre los componentes del sistema y encontrar una solución óptima es muy compleja de encontrar.
Los métodos tradicionales de planificación y programación MRP (en Inglés Manufacturing Resource Planning) utiliza un proceso por etapas para reservar material y disponibilidad. Los materiales y la capacidad son planeados de manera separada y muchos sistemas no consideran la disponibilidad finita de los materiales o las restricciones secundarias.
Por estas limitantes es frecuente que en algunas plantas no sea una buena opción.

## Beneficios
A diferencia de los sistemas MRP, los APS planifican simultáneamente el stock y la producción basados en los materiales disponibles, carga de trabajo y capacidad de planta.
Los sistemas APS le permiten obtener los siguientes beneficios:
- Integrarse de forma transparente con el ERP.
- Rápido ROI (Retorno sobre la inversión).
- Reducir costos indirectos.
- Planear para que sus equipos estén siempre trabajando con el material correcto en el momento correcto.
- Eliminar la “Lista de Urgentes”.
- Mejorar el servicio al cliente y entregar a tiempo.
- Reducir las urgencias y la necesidad de tiempo extra.
- Eliminar interrupciones en el piso de planta.
- Reducir inventario de producción en proceso y producto terminado.
- Comprimir los tiempos de manufactura.
- Incrementar el “throughput” y la utilidad.

La utilización de un sistema APS se posiciona como una de las mejores alternativas que disponen las industrias que necesitan de sistemas de planificación y planeación avanzada, adaptándose especialmente a los requerimientos de compañías de gran escala que empleen sistemas de procesamiento masivos con distintos tipos de productos.

## Funciones de un Sistema APS
APS incluye las siguientes funcionalidades:
- Planificación de la demanda
- Planificación de la capacidad
- Gestión de restricciones
- Programación de la Producción
- Reequilibrio
- Simulación
- Análisis de datos
- Previsión de la demanda

| Principales Sistemas APS                      | Empresa | País          |
| Siemens Opcenter APS                          | Siemens | Alemania      |
| Oracle Advanced Planning and Scheduling (APS) | Oracle  | United States |
| SAP Advanced Planning and Optimization        | SAP     | Alemania      |
| JDA APS                                       | JDA     | USA           |
| Infor APS                                     | Infor   | USA           |
| Desmos APS                                    | Desmos  | USA           |
| Kinaxis RapidResponse                         | Kinaxis | Canada        |
| Katana Cloud Manufacturing                    | Katana  | USA           |